# Liste der Biografien/Sani
Liste der Biografien |
Portal Biografien |
Personensuche
# |
A |
B |
C |
D |
E |
F |
G |
H |
I |
J |
K |
L |
M |
N |
O |
P |
Q |
R |
S |
T |
U |
V |
W |
X |
Y |
Z |
?
 
Sa |
Sb |
Sc |
Sd |
Se |
Sf |
Sg |
Sh |
Si |
Sj |
Sk |
Sl |
Sm |
Sn |
So |
Sp |
Sq |
Sr |
Ss |
St |
Su |
Sv |
Sw |
Sy |
Sz
 
Saa |
Sab |
Sac |
Sad |
Sae |
Saf |
Sag |
Sah |
Sai |
Saj |
Sak |
Sal |
Sam |
San |
Sao |
Sap |
Saq |
Sar |
Sas |
Sat |
Sau |
Sav |
Saw |
Sax |
Say |
Saz
 
Sana |
Sanb |
Sanc |
Sand |
Sane |
Sanf |
Sang |
Sanh |
Sani |
Sanj |
Sank |
Sanl |
Sanm |
Sann |
Sano |
Sanp |
Sanq |
Sanr |
Sans |
Sant |
Sanu |
Sanv |
Sanw |
Sany |
Sanz
Die Liste der Biografien führt alle Personen auf, die in der deutschsprachigen Wikipedia einen Artikel haben. Dieses ist eine Teilliste mit 24 Einträgen von Personen, deren Namen mit den Buchstaben „Sani“ beginnt.

## Sani
- Sani Brown, Abdul Hakim (* 1999), japanischer Sprinter
- Sani, Dino (* 1932), brasilianischer Fußballspieler
- Sani, Fátima Djarra (* 1968), guinea-bissauische Aktivistin gegen weibliche Genitalverstümmelung
- Sani, Gideon Adinoy (* 1990), nigerianischer Fußballspieler
- Sani, Saidu (* 1990), nigerianischer Fußballspieler
- Sani, Ugo (1865–1945), italienischer General und Senator

### Sanid
- Sanidis, griechischer Sportschütze

### Sanie
- Saniel, Alex (* 1996), vanuatuischer Fußballspieler
- Sanier, Antoine, französischer Kameramann

### Sanik
- Sanikidse, Wiktor (* 1986), georgischer BasketballspielerWiktor Sanikidse (* 1986)

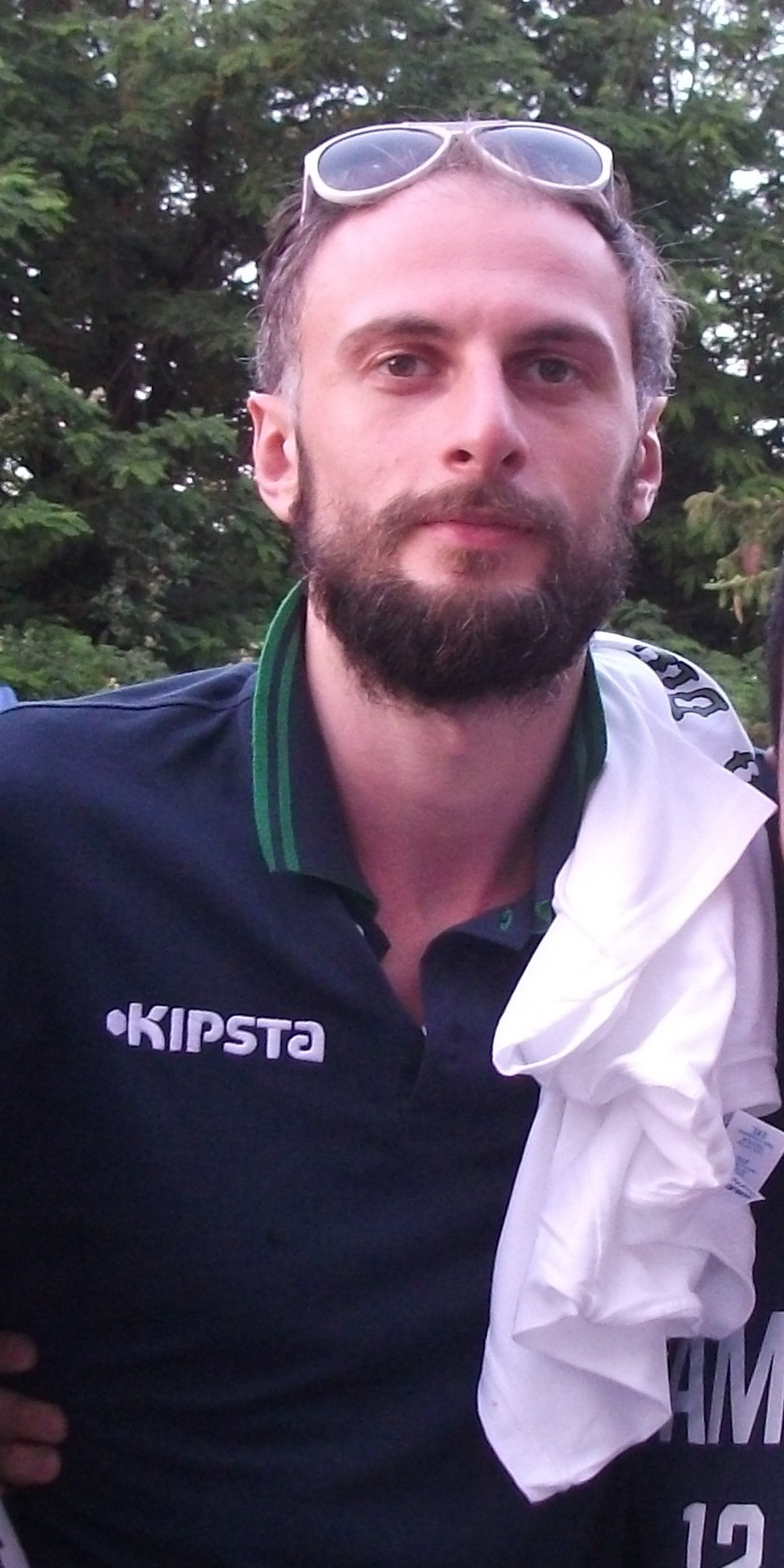
Wiktor Sanikidse (* 1986)

- Sanikis, Grigorios (* 1980), griechischer Handballspieler

### Sanim
- Sanimuínaĸ, Andreas (* 1942), grönländischer Politiker

### Sanin
- Sanín, Noemí (* 1949), kolumbianische Diplomatin und Politikerin
- Sanin, Oles (* 1972), ukrainischer Filmemacher
- Sanina, Julija (* 1990), ukrainische Sängerin

### Sanio
- Sanio, Friedrich Daniel (1800–1882), deutscher Rechtswissenschaftler
- Sanio, Jochen (* 1947), deutscher Jurist, ehemaliger Präsident der BaFin

### Sanir
- Saniru, Sannatasah (* 1990), malaysische Badmintonspielerin

### Sanit
- Sanitoa, Shanahan (* 1989), amerikanisch-samoanischer Leichtathlet
- Sanitz, Albrecht von (1830–1890), preußischer Generalleutnant
- Sanitz, Karl Wilhelm von (1747–1821), preußischer Generalleutnant, Chef des Infanterieregiments Nr. 50
- Sanitz, Ludwig von (1783–1836), preußischer Generalmajor
- Sanitzer, Johann (1904–1957), österreichischer Referatsleiter in der Gestapo Wien

### Saniz
- Sanizal, Ryaan (* 2002), singapurischer Fußballspieler